# Natali (cantante)
Natali (in russo Натали?), coniugata Rudina, pseudonimo di Natal'ja Anatol'evna Minjaeva (in russo Наталья Анатольевна Миняева?; Dzeržinsk, 31 marzo 1974), è una cantante russa.

## Biografia
Nata a Dzeržinsk, nell'allora Repubblica Socialista Federativa Sovietica Russa, Natali si è fatta conoscere con gli album in studio Rusaločka (1994), Snežnaja roza (1996), Veter s morja (1998) e Sčitaločka (1999).
La raccolta Lučšie pesni (2004) è arrivata all'8º posto della classifica mensile della Nacional'naja Federacija Muzykal'noj Industrii basata sulle vendite fisiche.
Ha ottenuto successo con la hit O Bože, kakoj mužčina! (2012), uno dei principali successi radiofonici nella Federazione Russa per due anni consecutivi, nonché vincitore di un riconoscimento ai premi di RU.TV. Anche Nikolaj, in collaborazione con Nikolaj Baskov, ha riscosso popolarità, scalando la hit parade russa fino al 48º posto e quella ucraina fino alla 14ª posizione. I due brani fanno parte della lista tracce del nono LP Šacherezada, pubblicato nel maggio 2014.
Nell'aprile 2015 viene pubblicata Ty takoj, una collaborazione con MC Doni, che ha raggiunto la 22ª posizione della classifica russa e la top ten di quella ucraina.

## Discografia

### Album in studio
- 1994 – Rusaločka
- 1996 – Snežnaja roza
- 1998 – Veter s morja
- 1999 – Sčitaločka
- 2000 – Pervaja ljubov'
- 2002 – Ne vljubljajsja
- 2004 – Vsë, cto mne nado
- 2009 – Semnadcat' mgnovenij ljubi
- 2014 – Šacherezada

### Album video
- 2001 – Pervaja ljubov'

### Raccolte
- 1994 – Provincial'naja devčonka
- 2001 – Krasavica - ne krasavica
- 2002 – The Best
- 2003 – Ljubovnoe nastroenie
- 2003 – Garmonija
- 2004 – Lučšie pesni
- 2004 – Ja ljublju tebja. Novoe i lučšee
- 2005 – The Best
- 2009 – Lučšie pesni
- 2020 – Novye 80-e
- 2024 – The Best

### Singoli
- 1995 – Rozovyj rassvet
- 1998 – Oblaka
- 2012 – O Bože, kakoj mužčina!
- 2013 – Nikolaj (con Nikolaj Baskov)
- 2013 – Novogodnjaja
- 2015 – Ty takoj (con MC Doni)
- 2015 – Volodja
- 2016 – Sprosi prigožina
- 2017 – U menja est' tol'ko ty
- 2017 – Kak sladko byt' mamoj
- 2018 – Ja bez oružija (con Sultan-Uragan)
- 2019 – Mužčina-mečta!
- 2020 – Poechali na daču
- 2021 – Belaja zima
- 2022 – Test grusti
- 2022 – #Chešteg
- 2023 – Budut tancy
- 2024 – Chooponopono